# Marsannay-le-Bois
Marsannay-le-Bois – miejscowość i gmina we Francji, w regionie Burgundia-Franche-Comté, w departamencie Côte-d’Or.
Według danych na rok 1990 gminę zamieszkiwały 592 osoby, a gęstość zaludnienia wynosiła 50 osób/km² (wśród 2044 gmin Burgundii Marsannay-le-Bois plasuje się na 395. miejscu pod względem liczby ludności, natomiast pod względem powierzchni na miejscu 809.).